# Eva Hesse

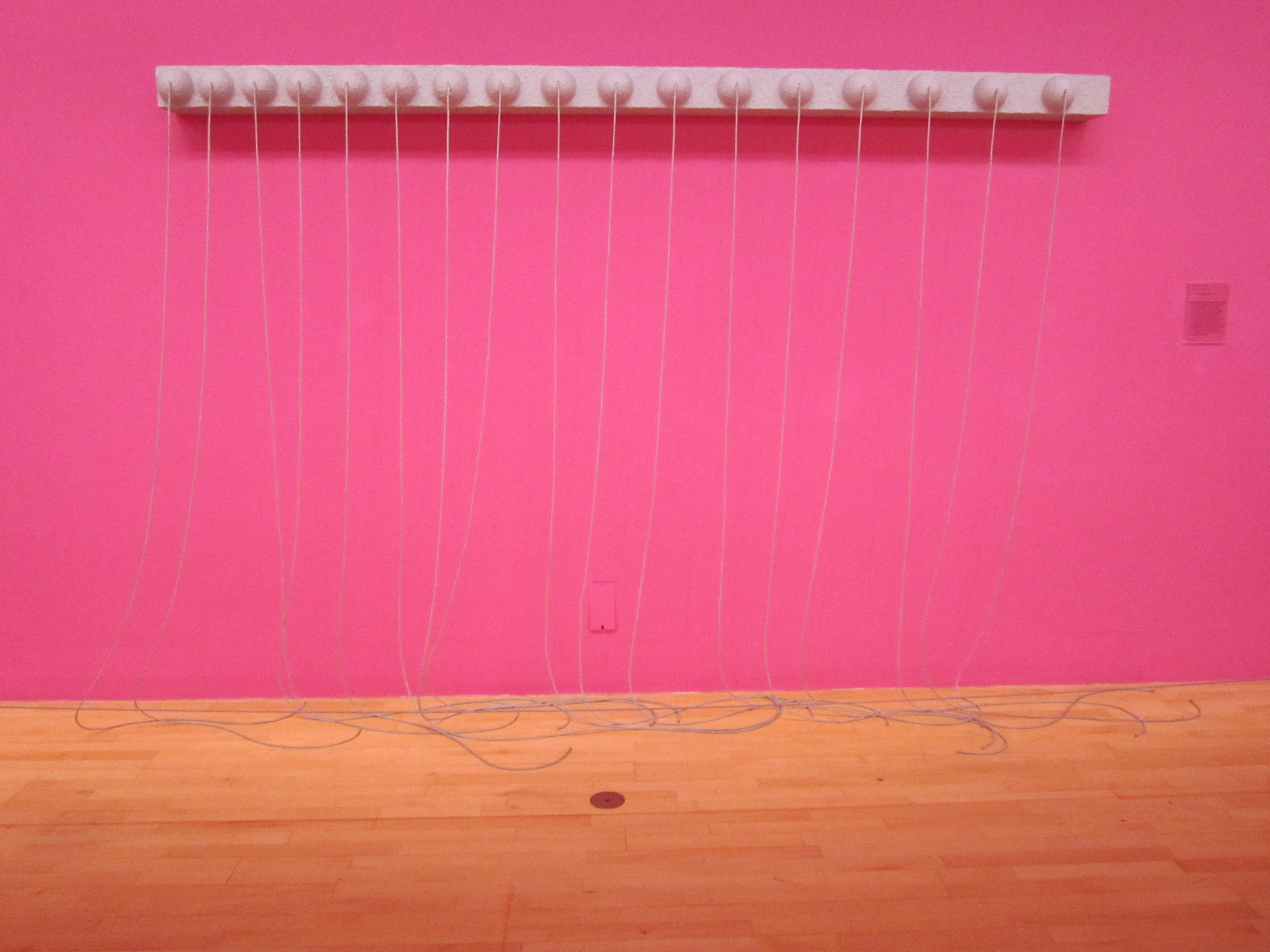
Addendum w Tate Liverpool.

Eva Hesse (ur. 11 stycznia 1936 w Hamburgu, zm. 29 maja 1970 w Nowym Jorku) – amerykańska rzeźbiarka i malarka pochodzenia żydowskiego. 
W wieku trzech lat wyemigrowała wraz z rodziną z nazistowskich Niemiec do Stanów Zjednoczonych. Już za młodu postanowiła zostać rzeźbiarką. Była znana z używania nietypowych materiałów, takich jak gumowe rurki, włókno szklane, żywice syntetyczne, sznur, tkanina i drut. Hesse miała udaną, choć krótką karierę, którą przerwała przedwczesna śmierć. Wywarła znaczący wpływ na współczesnych artystów.

## Życiorys i twórczość

### Dzieciństwo
Eva Hesse urodziła się w Szpitalu Izraelickim w Hamburgu jako drugie dziecko Wilhelma Hesse, hamburskiego adwokata i Ruth Marcus Hesse. 7 grudnia 1938, razem ze starszą siostrą Helen, została umieszczona w pociągu (tzw. Kindertransport), który odjechał do Holandii. Po 5 dniach dzieci przybyły do Hagi, gdzie umieszczono je w domu dla dzieci katolickich. Tam zajęli się nimi wujowie. 5 lutego 1939 rodzice dzieci opuścili Hamburg i przybyli do Holandii. Pod koniec lutego razem z dziećmi wyjechali do Londynu, a po uzyskaniu wiz amerykańskich odpłynęli 16 czerwca z Southampton do Stanów Zjednoczonych. 22 czerwca przybyli do Nowego Jorku, gdzie zamieszkali w Washington Heights, w sąsiedztwie Żydów, emigrantów z Niemiec. Zimą 1941 Eva zaczęła chodzić do przedszkola. Jej matka cierpiała na depresję. W 1945 Eva Hesse uzyskała amerykańskie obywatelstwo. Wiosną 1945 jej rodzice rozwiedli się. Jesienią tego samego roku Wilhelm Hesse ożenił się z Evą Nathanson. 8 stycznia 1946 Ruth Marcus Hesse popełniła samobójstwo.

### Edukacja
Pomimo traumatycznego życia Hesse była utalentowaną studentką. Już jako nastolatka chciała uprawiać sztukę. W latach 1949–1952 uczęszczała do School of Industrial Art (obecnie High School of Art and Design). Od września 1952 do grudnia 1953 studiowała w Pratt Institute na Brooklynie, ale zrezygnowała z nauki po 3 semestrach. W grudniu 1953 dostała pracę w periodyku „Seventeen” i jednocześnie podjęła naukę w Art Students League. W latach 1955–1957 uczęszczała do Cooper Union i uzyskała świadectwo ukończenia w specjalności wzornictwo. Po zdobyciu w 1957 stypendium w Yale Norfolk Summer School of Music and Art w Norfolku (Connecticut) została przyjęta do School of Art and Architecture (obecnie Yale School of Architecture) przy Uniwersytecie Yale, gdzie studiowała malarstwo pod kierunkiem Josefa Albersa. Po ukończeniu studiów w 1959 z tytułem Bachelor of Fine Arts Hesse powróciła do Nowego Jorku, gdzie znalazła pracę w firmie tekstylnej jako projektantka wykrojów.

### Działalność artystyczna

#### Początki
W 1961 Hesse po raz pierwszy pokazała swoje prace w John Heller Gallery na wystawie zatytułowanej Drawings: Three Young Americans. W tym samym roku poznała rzeźbiarza Toma Doyle’a i wyszła za niego za mąż. Zrealizowała swoją pierwszą trójwymiarową kompozycję, składającą się z gęstej siatki ogrodzeniowej i miękkiej dzianiny, przeznaczoną dla happeningu, zorganizowanego w 1962 przez Allana Kaprowa, Waltera De Marię i innych. Pierwsza indywidualna wystawa rysunków Hesse miała miejsce w 1963 w nowojorskiej Allan Stone Gallery.

#### Wyjazd do Niemiec
W czerwcu 1964 wraz z mężem wyjechała do Niemiec na zaproszenie niemieckiego producenta tekstyliów i kolekcjonera sztuki, Friedricha Arnharda Scheidta i jego żony Isabel. Mieszkała ponad rok w Kettwig an der Ruhr. Odbywała z mężem podróże do Włoch, Francji i Szwajcarii.
Artystka zaczęła eksperymentować z rzeźbą, rozwijając styl, na który składały się zmysłowe formy i niekonwencjonalne materiały – farba temperowa, gwasz, metal, siatka, drut, sznurek – znalezione w opuszczonej fabryce włókienniczej, gdzie mieściła się jej pracownia. Nieużywane maszyny stały się prawdopodobnie inspiracją dla jej wczesnych, futurystycznych kompozycji, jak Ringaround Arosie i Legs of a Walking Ball, obie z 1965.
W maju 1965 Hesse odwiedziła Hameln, miejsce urodzin jej matki, oraz Hamburg, swoje rodzinne miasto. W sierpniu tego samego roku w Kunsthalle Düsseldorf została otwarta jej indywidualna wystawa, Eva Hesse: Materialbilder und Zeichnungen, na której artystka zaprezentowała 14 płaskorzeźb wykonanych w Niemczech oraz około 50 rysunków.

#### Powrót do Stanów Zjednoczonych
Gdy wraz z mężem powróciła pod koniec 1965 do Nowego Jorku, ich małżeństwo zaczęło się rozpadać. Rozstali się na początku 1966. Hesse, zdecydowana zostać rzeźbiarką, zaczęła tworzyć osobliwe asamblaże z emalii, papier-mâché i gumy, których przykładem jest No Title (1966). Zaczęła odnosić sukcesy w działalności artystycznej. W 1966 wzięła udział w dwóch ważnych wystawach: Eccentric Abstraction oraz Abstract Inflationism and Stuffed Expressionism. W 1967 zaczęła tworzyć rzeźby z lateksu, a w roku następnym z włókna szklanego. W 1968 w nowojorskiej Fischbach Gallery miała, dobrze przyjętą, indywidualną wystawę zatytułowaną Chain Polymers, gdzie zaprezentowała kompozycje z lateksu i włókna szklanego; była to jej pierwsza i jedyna wystawa indywidualna, poświęcona wyłącznie rzeźbom.
Pod koniec lat 60. Hesse wystawiała w całych Stanach Zjednoczonych zdobywając uznanie krytyków. W 1969 Whitney Museum of American Art i Museum of Modern Art zakupiły jej prace do swoich stałych zbiorów. Choć prace Hesse wykazują związek z założeniami minimalizmu, nie da się ich łatwo zakwalifikować do jakiegoś konkretnego ruchu artystycznego. W latach 1968–1970 Hesse wykładała w nowojorskiej School of Visual Arts. W 1969 zdiagnozowano u niej guza mózgu; zmarła po trzech operacjach. Po śmierci jej twórczość stała się tematem wielu publikacji i licznych wystaw indywidualnych, w tym w: nowojorskim Muzeum Guggenheima (1972), Yale University Art Gallery (1992), San Francisco Museum of Modern Art (2002), Drawing Center i Muzeum Żydowskim (oba w Nowym Jorku, 2006), Menil Collection w Houston (2006) i University of New Mexico Art Museum w Albuquerque (2010).

## Spuścizna
Hesse tworzyła w okresie, kiedy artyści poszukiwali nowych środków wyrazu po ekspresjonizmie abstrakcyjnym. Jej zawoalowane aluzje do ludzkiego ciała sprawiły, że ożywił się dawny, surrealistyczny nurt sprzed II wojny światowej, obecny w Europie i Stanach Zjednoczonych. Choć kariera Hesse trwała niewiele ponad dekadę, jej twórczość zyskała popularność i okazała się bardzo wpływowa. Abstrakcyjne prace artystki stanowiły wyraźną inspirację dla jej współczesnych i przyszłych naśladowców. Niektóre charakterystyczne cechy jej stylu są widoczne w licznych dziełach amerykańskich malarzy i rzeźbiarzy z końca XX wieku, jak Brice Marden, Anish Kapoor, Louise Bourgeois, Martin Puryear i Bill Jensen.